# Uwajima Unyu
La empresa Uwajima Unyu (宇和島運輸?) es una sociedad anónima que presta un servicio de ferry entre los puertos de Yawatahama, Misaki, Beppu (別府港 Beppu-kō?) y Usuki (臼杵港 Usuki-kō?). Los dos primeros son puertos en la Prefectura de Ehime y los dos últimos de la Prefectura de Ooita

## Características
Si bien su denominación el Uwajima Unyu, en la actualidad no opera ningún servicio desde el Puerto de Uwajima.

## Domicilio
El domicilio legal es Okishinden 1586 de la Ciudad de Yawatahama en la Prefectura de Ehime.

## Servicios
- Puerto de Yawatahama - Puerto de Beppu (6 servicios diarios ida-vuelta)
  - Tiempo de viaje: 2 horas 30 minutos
- Puerto de Yawatahama - Puerto de Usuki (7 servicios diarios ida-vuelta)
  - Tiempo de viaje: 2 horas 15 minutos
- Puerto de Misaki - Puerto de Beppu (4 servicios diarios ida-vuelta)
  - Tiempo de viaje: 2 horas 10 minutos

## Barcos
- Yawatahama y Misaki a Beppu
  - Ehime (えひめ?)
  - Akatsuki 2 (あかつき2?)
  - Sarubia (さるびあ?)

- Yawatahama a Usuki
  - Ooita (おおいた?)
  - Sakura (さくら?)